# Президент Федеративних Штатів Мікронезії
Президент Федеративних Штатів Мікронезії — голова держави і уряду тихоокеанської країни Федеративні Штати Мікронезії. Обирається в парламенті терміном на 4 роки.

## Список президентів Мікронезії
- 11 травня 1979 — 11 травня 1987 — Тосіво Накаяма
- 11 травня 1987 — 11 травня 1991 — Джон Гаглелгам
- 21 травня — 17 вересня 1991 — Бейлі Олтер

За часів незалежності
- 17 вересня 1991 — 8 листопада 1996 — Бейлі Олтер
- 8 листопада 1996 — 11 травня 1999 — Джейкоб Нена
- 11 травня 1999 — 11 травня 2003 — Лео Фалкам
- 11 травня 2003 — 11 травня 2007 — Джозеф Джон Урусемал
- 11 травня 2007 — 11 травня 2015 — Емануель Морі
- 11 травня 2015 — 11 травня 2019 — Пітер Крістіан
- 11 травня 2019 — 11 травня 2023 — Девід Пануело
- 11 травня 2023 — і дотепер — Веслі Сіміна